# Jozef Zrak
Jozef Zrak (19. července 1929 Šumiac - 28. února 2012 Bratislava) byl slovenský a československý ekonom, politik Komunistické strany Slovenska, poslanec Slovenské národní rady a poslanec Sněmovny národů Federálního shromáždění na počátku normalizace. Ministr vlády Slovenské socialistické republiky. Po roce 1970 odstaven z politických funkcí.

## Život
V roce 1952 absolvoval studium na Vysoké škole zemědělského a lesního inženýrství v Košicích, poté pracoval jako pedagog, např. v letech 1952-1954 na Katedře marxismu-leninismu Vysoké školy technické v Košicích a nakonec byl v letech 1954-1959 ředitelem Oblastní stranické školy KSS v Košicích. Své vzdělávání završil v letech 1959-1962, kdy byl vědeckým aspirantem Akademie společenských věd při ÚV KSSS v Moskvě. Členem KSČ se stal v roce 1947.
V letech 1963–1970 se uvádí jako účastník zasedání Ústředního výboru Komunistické strany Slovenska.
V roce 1968 zastával pozici vedoucího tajemníka Městského výboru KSS v Bratislavě. Z této funkce se aktivně podílel na rozmachu reformního hnutí během pražského jara. Podporoval urychlené svolání sjezdu KSS a personální obměnu strany. V srpnu 1968 během invaze vojsk Varšavské smlouvy do Československa byl krátce internován okupačními jednotkami, když se za KSS pokoušel o navázání kontaktu s československými politiky zadržovanými v Moskvě. V roce 2002 komentoval své působení ve vedoucích postech KSS během okupace následovně: „Ústredný výbor komunistickej strany musel zaujať stanovisko, no ústredie bolo roztrieštené. Niektorí členovia so vstupom súhlasili, ja s niekoľkými ďalšími nie. Nakoniec sme zvíťazili. Bratislava bola výkvetom v odpore proti obsadeniu. No Sovieti boli presvedčení, že prišli oslobobodiť náš národ. Ako centrá kontrarevolúcie obsadili rozhlas, televíziu, vysoké školy, akadémiu vied aj divadlá. Ich vojenskí predstavitelia zúrili, keď aj napriek obsadeniu rozhlasu, televízie a redakcií novín, tieto pokračovali vo svojej činnosti. Rozhlas vysielal z inej budovy, televízia z prenosového voza, o ktorom ani domáci nevedeli kde vlastne je.“
V těchto měsících jeho politická kariéra vrcholila. Vysočanský sjezd KSČ svolaný bezprostředně po okupaci v srpnu 1968 a nesený v protiokupačním duchu ho zvolil za člena Ústředního výboru Komunistické strany Československa. Do ÚV KSČ pak byl formálně kooptován k 31. srpnu 1968. V období srpen 1968 – duben 1969 byl členem Předsednictva ÚV KSČ. Když krátce po invazi přistálo na bratislavském letišti letadlo s československou delegací mířící na jednání do Moskvy vedenou prezidentem Ludvíkem Svobodou, byl Zrak jedním z členů Předsednictva ÚV KSS, kteří přišli delegaci pozdravit, přičemž ostře nesouhlasil s tím, že v delegaci je přítomen prosovětský Vasil Biľak.
V rámci KSS Jozef Zrak představoval reformní skupinu. Když 26. srpna 1968 začal v Bratislavě mimořádný sjezd KSS, navrhl Zrak během prvního jednacího dne rezoluci, kterou se sjezd přihlásil k výsledkům Vysočanského sjezdu KSČ a jasně odsoudil okupaci. Jenže v dalších dnech jednání KSS se skupině politiků okolo Gustáva Husáka podařilo dosáhnout anulování Vysočanského sjezdu s poukazem na nedostatečné zastoupení slovenských delegátů. Husák se v té době profiloval jako reformní politik, ale v tomto okamžiku začal přecházet na pozice bližší okupační moci a eskaloval tematiku slovenských národních zájmů. Zrak nesouhlasil a prosadil aspoň, že anulování Vysočanského sjezdu nebylo oficiálně zdůvodněno nedostatečným počtem slovenských delegátů.
V následujících měsících se podílel na finálních jednáních o podobě ústavního zákona o československé federaci, přičemž byl stoupencem rychlého řešení. Po provedení federalizace Československa usedl v lednu 1969 do Sněmovny národů Federálního shromáždění. Do federálního parlamentu ho nominovala Slovenská národní rada. Měl také vládní pozici. Ve vládě Štefana Sádovského a Petera Colotky působil v letech 1969–1970 jako její místopředseda.
Po invazi vojsk Varšavské smlouvy do Československa, respektive po nástupu ostré fáze normalizace, ho Ústřední výbor Komunistické strany Československa zařadil na seznam „představitelů a exponentů pravice“. V té době je uváděn jako místopředseda vlády SSR. V říjnu 1969 jednalo Předsednictvo ÚV KSČ o novém obsazení postu tajemníků Městského výboru KSČ v Bratislavě. Šlo o jednu z prvních vln personálních výměn na těchto regionálních, místních stranických postech na Slovensku. Na funkci člena ÚV KSČ Zrak rezignoval v lednu 1970. Ze slovenské vlády byl odvolán 5. února 1970 (historik Jan Rychlík ho označuje tehdy za jednoho z posledních umírněných reformátorů). Ve FS setrval do května 1970, kdy rezignoval na poslanecký mandát. V roce 1970 byl vyloučen z KSČ.
Od roku 1970 působil jako vědecký pracovník Československého ústavu práce v Bratislavě. V roce 1990 byl morálně i politicky rehabilitován.